# Joseph-Golven Tuault de La Bouverie
Joseph-Golven Tuault de La Bouverie (15 mai 1744, Ploërmel - 26 août 1822, Ploërmel) est un homme politique français, député aux États généraux de 1789, député du Morbihan sous le Premier Empire et la Restauration.

## Biographie
Fils de maître François-Marie Tuault de La Bouvrie, conseiller du roi, sénéchal de la ville et maréchaussée de Ploërmel, il fait ses études chez les Jésuites de Vannes, est reçu avocat au parlement en 1766, et devient sénéchal de Ploërmel. Plusieurs fois député aux États de Bretagne, il refuse de laisser demander pour lui des lettres de noblesse, prépare la rédaction du cahier des doléances du tiers, et est élu, le 17 avril 1789, député du tiers-état de la sénéchaussée de Ploërmel aux États généraux. Il participe au Serment du jeu de paume le 20 juin 1789. Il vote avec la majorité, désapprouve le renvoi de Necker, lit une protestation de la municipalité de Ploërmel contre la conduite du parlement de Rennes, et propose d'admettre à la fédération du 14 juillet 1790 les anciennes milices des provinces. 
Affligé de la marche des événements, il se tient à l'écart des fonctions publiques après la session, est arrêté comme suspect sous la Terreur, s'évade, une nuit, de la prison des Ursulines où il a été enfermé, se cache dans la campagne pendant quelques mois, puis, lassé de cette existence, et provenu d'émigration, revient se constituer prisonnier. « On fit venir Tuault devant le comité, raconte René Kerviler.- Quel sort attends-tu donc de nous ? lui dit-on. - La liberté! répondit-il fièrement. Tu as donc une caution? - Ouvrez la fenêtre, répliqua le prisonnier, et demandez au premier passant s'il veut être la caution du citoyen Tuault. » Un laboureur de la Noë Verte, nommé Sébillot, passait justement sur la place. On l'interpella et il accepta sans hésiter cette responsabilité dangereuse. Tuault est libre, et ses concitoyens le nomment aussitôt juge au tribunal du district et commandant de leur corps de garde. » 
Peu de jours après, Prieur (de la Marne), qui épure les administrations du Morbihan, donne ordre de l'arrêter; Tuault ne est remis en liberté qu'après plus de cinq mois de détention. Il est encore arrêté une quatrième fois avant le 9 thermidor; il allait être envoyé devant le tribunal révolutionnaire de Paris, quand Robespierre est renversé. Ses deux neveux, de Landivy-Tredion, ayant été pris et fusillés à Quiberon, Tuault est encore compromis, arrêté une cinquième fois (ventôse an IV), remis en liberté après un mois de prison à Vannes, et placé en surveillance dans cette ville. 
Le gouvernement consulaire le nomme conseiller d'arrondissement, et, le 4 vendémiaire an XIII, Tuault est élu, par le Sénat conservateur, député du Morbihan au Corps législatif; son mandat lui est renouvelé le 3 octobre 1808; il devient, la même année, suppléant du juge de paix de Ploërmel, puis chevalier de la Légion d'honneur (6 novembre 1810), et président de canton. 
Il siège au Corps législatif jusqu'en 1814 et est réélu sous la Restauration à la Chambre des députés. Il est anobli par Louis XVIII le 25 novembre 1814, promu officier de la Légion d'honneur le 26 janvier 1815, et nommé, l'année suivante, conseiller général du Morbihan, et président du tribunal de Ploërmel à 72 ans. Membre de plusieurs sociétés littéraires, il publie des traductions d'ouvrages anglais et des contes en vers.
Il meurt dans ses fonctions. On a gravé sur sa tombe l'épitaphe qu'il avait composée pour lui-même: « Passant, ne le foule pas, lui qui n'a foulé personne. »
Il est le beau-père de François-Mathieu-Marie Dahirel. L'architecte Walter-André Destailleur épousera  son arrière petite fille Marie.